# Jan Herwitz
Jan Herwitz is een komedie geschreven door de Noorse acteur/schrijver Hans Wiers-Jenssen.

## Toneelstuk
Het verhaal in vier akten speelt zich af in Bergen rond 1830. De hoofdpersoon/rol Jan Herwitz is koopman aldaar. Het is een stuk met zelfspot en met vreemd genoeg een Østlander (Dokter Wulfsberg) in de hoofdrol (Bergen ligt in Vestlandet). Het stuk ging op 10 april 1913 in première en is sindsdien meer dan 500 keer gespeeld. De eerste serie destijds uitgevoerd in het Nationaltheatret in Oslo bestond al uit 24 voorstellingen. Tijdens de voorstelling wordt bij de derde akte het lied Sang til Bergen, niet alleen door de artiesten, maar ook door het (vaak staande) publiek gezongen.

## Muziek
Die eerste serie werd begeleid door muziek uitgekozen, gearrangeerd en geleid door de Noorse componist/dirigent Johan Halvorsen. Hij koos daarbij voor muziek van August Conradi (een polonaise) en Edvard Grieg (de gavotte en rigaudon uit de Holbergsuite). Zelf bewerkte Halvorsen een drietal stukken (ook voor wat betreft de titel): 
- Sang til Bergen
- Strilevise (de titel verwijst naar Strilelandet, een historische streek rondom Bergen)
- Gammel menuet (oud menuet).

De muziek verdween daarna in de la en werd nooit gepubliceerd of gespeeld.